# Тантра (буддизм)

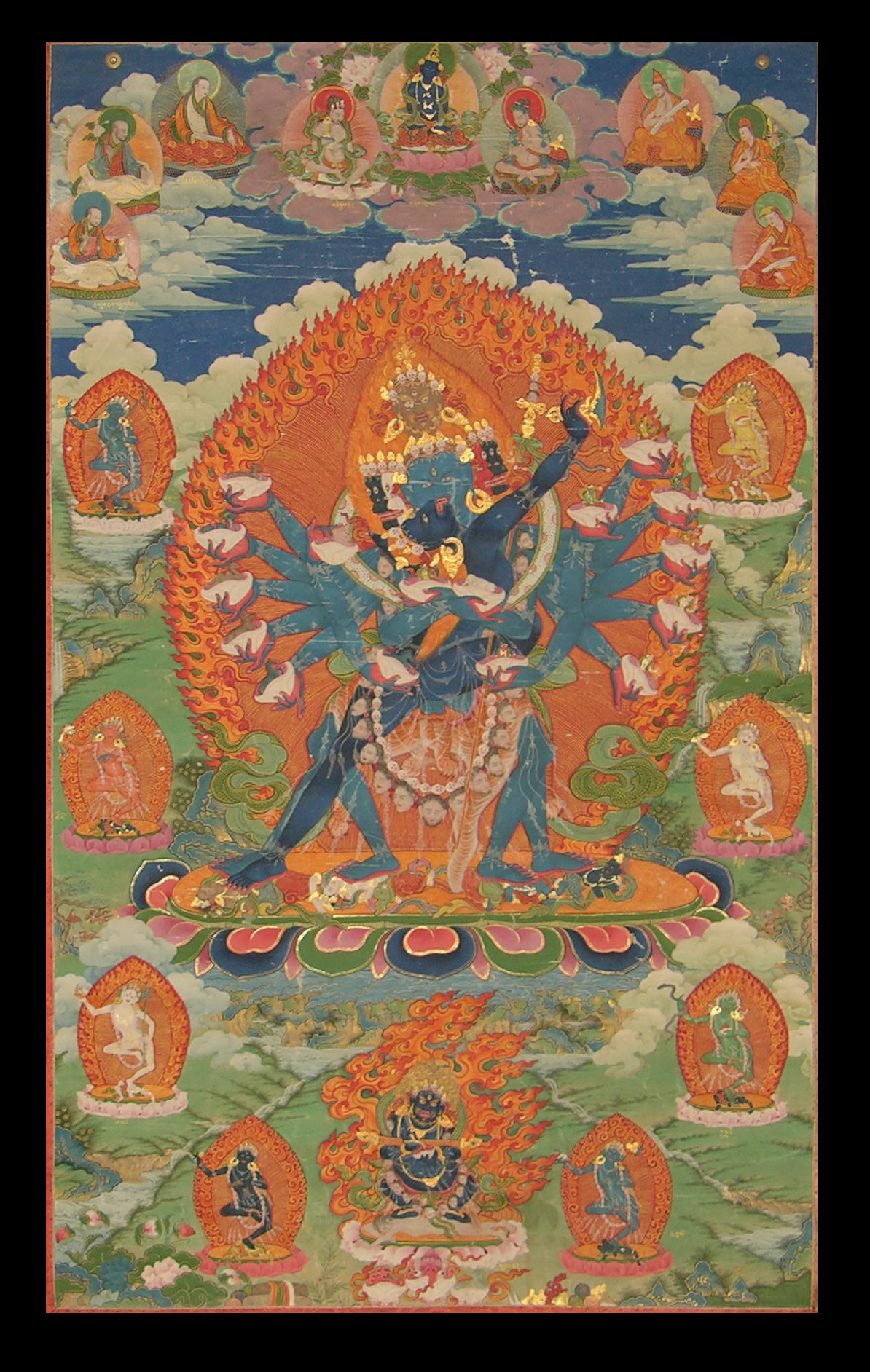
Хеваджра с Найратмьей в союзе (Яб-юм)

В буддизме та́нтра (санскр. तन्त्र, IAST: tantra, «связь, нить, последовательность») — составная часть школ Ваджраяны, связанная с практикой пограничных состояний, просветлённых состояний, смерти и промежуточных состояний между смертью и следующим рождением (см. бардо). Тантра понимается как практика достижения окончательного результата («плода») — состояния Будды. В тантре активно используется сложная символика, идамы, медитации, мудры, янтры, ритуалы.
Занятия тантрой, индивидуальные и коллективные, могут осуществляться только под руководством гуру (тиб. ламы) — опытного наставника. Некоторые ритуалы и символы выглядят, с точки зрения посторонних, страшными или отталкивающими, поэтому для занятий тантрой требуется посвящение учителя и подробные объяснения. Разглашение или популяризация деталей тантрической практики не принята, система посвящений предназначена для защиты учения от профанации, а также передачи важнейших наставлений и создания у практикующего связи с линией преемственности.
Главным средством достижения просветления в Ваджраяне считается тайная мантра. При этом считается, что путь тайной мантры значительно могущественнее и может привести к достижению состояния Будды не за много кальп, как в  Махаяне, не связанной с тантрой, а за одну жизнь. При этом, развитие парамит необходимым не считается.

## Определение Тантры
Санскритское слово «тантра» (букв. — «ткачество») в буддийском контексте означает «непрерывность», «континуум», «цельность». Различные дефиниции, описывающие это понятие, можно встретить и в самих тантрических текстах, и в комментариях к ним.
В восемнадцатой главе Гухьясамаджа-тантры сказано:

Тантра означает непрерывность
причины (основы), искусных методов (пути) и плода.
В «Гунаватитике» (санскр. Guṇavatiṭikā), комментарии к «Махамая-тантре», также говорится, что тантра означает непрерывность, эта непрерывность троична по природе, и говорится о том, что тантра-основа — это безначальный и бесконечный ум, светоносный по природе (санскр. prakṛtiprabhāsvara).
Современный мастер тантры и дзогчен, Намкай Норбу Ринпоче в книге «Дзогчен — состояние самосовершенства» дает следующее определение:

Само значение слова «тантра» — «продолжительность» — указывает на природу энергии изначального состояния, проявляющуюся беспрерывно.

## История
Тексты, относящиеся к тантре, составляют существенную часть тибетского буддийского канона.
В Кангьюр входят около пятисот тантрических текстов, а в Тангьюр более двух тысяч поясняющих и комментирующих работ.
Временем появления первых буддийских текстов по тантре, написанных на санскрите и новоиндийских языках, был VII век. Местом зарождения тантр ряд буддологов считает южную или восточную Индию. К VIII веку сформировались методы, описанные в тантрах первых трёх классов, и уже начинают проповедоваться в Китае.
Самой древней буддийской тантрой является «Махавайрочана Сутра», которая датируется VII веком.
В литературе нередко термин «тантра» сужают до высших тантр, соответствующих ануттара-йоге. Эти тантры получили распространение во второй половине VIII века.
Самой древней ануттара йога тантрой, вероятно, является «Гухьясамаджа-тантра» (с санскр. — «Тантра тайного общества»), которую относят к VIII веку.
В отличие от индуистских тантрических систем предварительным условием занятий тантрой считается принятие обетов бодхисаттвы.
Систему тантрических буддийских текстов упорядочил и привёл к современному виду Дромтонпа (992—1074), ученик Атиши уже в Тибете.

## Отличительные особенности
Тантрический буддизм обладает рядом уникальных черт и особенностей, не присущих более ранним формам буддизма.
По мнению одного из ведущих специалистов в данной области, переводчика «Маха-вайрочана-абхисамбодхи тантры» Стивена Ходжа, у тантрического буддизма есть следующие особенности:
1. Тантрический буддизм предлагает альтернативный путь к просветлённости вдобавок к стандартному пути махаяны.
2. Его учения обращены прежде всего к практикующим мирянам, а не к монахам и монахиням.
3. Как следствие этого, он признаёт земные цели и обретения и часто имеет дело с практиками, по характеру более магическими, нежели духовными.
4. Он учит специальным типам медитаций (садхана) как пути к осознанию, направленным на трансформацию индивида в воплощение божественного в течение этой жизни или через небольшой промежуток времени.
5. Такие виды медитации включают активное использование различных типов мандал, мудр, мантр и дхарани, как конкретных выражений природы действительности.
6. Формирование образов различных божеств в процессе медитации путём творческого воображения играет ключевую роль в процессе осознавания. Эти образы могут рассматриваться пребывающими как внутри, так и извне.
7. Огромное многообразие количества и типов Будд и прочих божеств (дэвов).
8. Большой упор делается на роли гуру и необходимости получения от него наставлений и должных инициаций для садхан.
9. Бросаются в глаза многочисленные рассуждения о природе и силе речи, в особенности в связи с буквами санскритского алфавита. В целом Тантра преисполнена символизма.
10. Различные обычаи и ритуалы, часто не-буддийского происхождения, такие как хома, инкорпорированы и адаптированы к буддизму.
11. Духовная физиология преподаётся как часть процесса трансформации.
12. Подчёркивается важность женского начала; используются различные формы сексуальной йоги (в настоящее время речь чаще всего идёт о символическом использовании данных практик, хотя и буквальное исполнение ритуалов также может встречаться).

Данный список не претендует на исчерпывающий, однако он даёт представление о характере тантрических практик изложенных в доктринальных текстах ваджраяны. Также нужно учитывать, что в полном объёме эти элементы присущи только высшим тантрам, а на начальной стадии формирования буддийского тантризма тексты могли включать лишь некоторые из вышеперечисленных особенностей.
Предписанная ритуальная «безнравственность» также является одной из отличительных особенностей поздних буддийских тантрических текстов.

## Символика и элементы тантр
Тантра использует сложную и разветвлённую систему символов, связанных с определёнными ритуалами, действиями и практиками.
Наиболее важные понятия тантры и связанные с ними символы:
- Идам — объект созерцания. Не стоит путать идамов и дэва — последние означают сансарических божеств, в то время как идам — это визуальное отображение просветлённых тела, энергии и ума. Известны многочисленные изображения идамов — как гневных, так и мирных, со множеством голов, рук, ног, иногда свирепых и кровожадных, разрывающих жертвы, которые символически представляют омрачения и препятствия к просветлению.
- Мандала — символическая структура мировосприятия в виде круговой диаграммы, ступы, схемы или системы сосудов, в которой обитают божества. Встречаются сложные пространственные и динамические мандалы. Особое искусство заключается в изготовлении песчаных мандал, которые потом ритуально разрушаются, чтобы показать преходящность мироздания. Мандала используется для созерцания и для ритуалов гуру-йоги подношения Учителю.
- Яб-юм (санскр. юганаддха, букв. «соединение») — изображения идамов, пребывающих в сексуальном союзе, предназначены для сложной практики созерцания и визуализации.
- Кладбищенские ритуалы (такие как чод), связанные с кладбищами, вызовом страшных духов, черепами и скелетами, несут определённую символическую смысловую нагрузку, объясняемую учителем.
- Простирания — связаны с ритуальными действиями и подготовкой к тантрическим ритуалам.
- Работа с энергетическими каналами и чакрами.
- Мантры: созерцание звуков и использование семенных слогов.

## Характеристики тантр

### Школы Сарма
Тантры, как цельные практические системы, описанные в доктринальных текстах Ваджраяны, представляют собой наставления, исходящие от различных будд, йидамов и дакинь, полученные махасиддхами Индии или Тибета. Школы сарма — кагью, сакья и гелуг — подразделяют тантру на четыре класса:
1. Крия-тантры (тантры ритуального действия)
2. Чарья-тантры (тантры исполнения),
3. Йога-тантры (йогические тантры),
4. Ануттарайога-тантры (тантры наивысшей йоги).

По своим особенностям ануттара-йога-тантры подразделяются на:
1. отцовские тантры (если в них особое значение придается методу (упайя) и мужскому началу),
2. материнские тантры (если в них делается упор на мудрость (праджня) и женское начало)
3. недвойственные тантры (если эти два принципа одинаково важны).

### Школа Ньингма
Тибетская школа Ньингма именует первые три класса тантр «Внешними» и дополнительно выделяет три класса Внутренних тантр, первый из которых (Махайога — Великая йога) более или менее соответствует Ануттарайоге Новых традиций, а два других в Новых традициях не представлены:
1. Ану-йога (Высшая йога), предполагающая работу с «тонкими» (энергетическими) психофизиологическими центрами (чакры) и каналами (нади) тела,
2. [Маха-] Ати-йога ([Великая] Изначальная йога, или Йога Великого Совершенства, Дзогчен).

## Список наиболее известных тантр
- Гухьясамаджа-тантра
- Калачакра-тантра
- Ямантака-тантра
- Хеваджра-тантра
- Чакрасамвара-тантра
- Гухьягарбха-тантра
- Чандамахарошана-тантра
- Махамайя-тантра (Mahamāyā) — «тантра великой иллюзии».